# St. Jakobus der Ältere (Bruckberg)

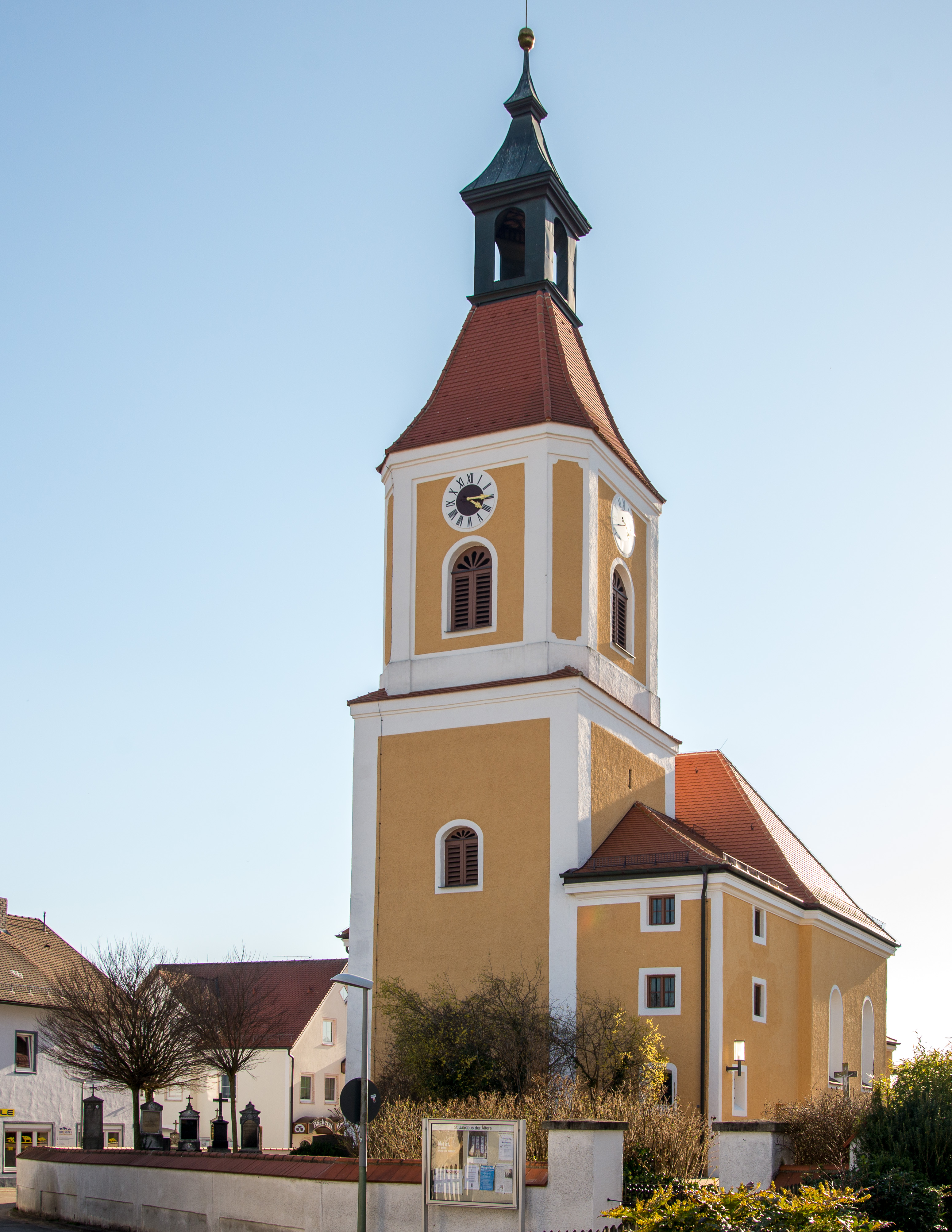
Außenansicht der Pfarrkirche St. Jakobus der Ältere von Nordosten

St. Jakobus der Ältere (kurz St. Jakobus oder St. Jakob) ist die römisch-katholische Pfarrkirche von Bruckberg im niederbayerischen Landkreis Landshut. Die im Kern frühgotische Chorturmkirche, im 18. Jahrhundert barockisiert, wurde 1901 unter im neobarocken Stil nach Westen verlängert und um zwei Querarme erweitert. 1956 wurde die Pfarrkirche außen, 1959 innen renoviert. In den 1980er Jahren erfolgten eine neuerliche Außen- und Innenrenovierung, die Anbringung von Deckengemälden, die Anschaffung einer neuen Orgel sowie die Erneuerung der Mauer um den ehemaligen Kirchfriedhof. Die Kirche mit dem Patrozinium des Apostels Jakobus des Älteren (Gedenktag: 25. Juli) gehört heute zum Pfarrverband Bruckberg–Gündlkofen im Dekanat Landshut des Erzbistums München und Freising.

## Architektur
Die nach Osten ausgerichtete Kirche besitzt einen kreuzförmigen Grundriss, bestehend aus einem sich nach Westen erstreckenden Langhaus, zwei nach Norden und Süden abgehenden Querarmen und einem massigen Chorturm im Osten. Im Winkel zwischen Chorturm und nördlichem Querarm befindet sich ein dreigeschossiger Sakristeianbau. Der ockerfarben getünchte Außenbau wird durch weiße Lisenen und Putzbänder gegliedert. Der Chorturm wird von einem Pyramidenhelm mit Laterne bekrönt.

## Ausstattung

### Orgel
Nach der Erweiterung der Pfarrkirche im Jahr 1901 mit Einbau der heutigen Empore wurde 1903 dort eine neue Orgel aufgestellt, die von dem Münchner Orgelbauer Franz Borgias Maerz geschaffen wurde. Das Kegelladeninstrument mit pneumatischen Spiel- und Registertrakturen umfasste neun Register auf einem Manual und Pedal, die hinter einem neobarocken Prospekt eingebaut wurden, sowie einen freistehenden Spieltisch. Bei einem Umbau im Jahr 1955 erhielt die Orgel zwei neue Manualregister, die alte, unbrauchbar gewordene Pfeifen ersetzten. Der neobarocke Prospekt wurde entfernt und durch einen modernen Freipfeifenprospekt ersetzt. Die heutige Orgel wurde 1985 von Michael Weise aus Plattling erbaut. Das Schleifladeninstrument mit mechanischen Spiel- und Registertrakturen umfasst insgesamt 14 Register auf zwei Manualen und Pedal.
| I Hauptwerk C–f3 |              |       |
| 1.               | Principal    | 8′    |
| 2.               | Gedackt      | 8′    |
| 3.               | Gamba        | 8′    |
| 4.               | Salicional   | 8′    |
| 5.               | Octav        | 4′    |
| 6.               | Traversflöte | 4′    |
| 7.               | Mixtur III   | 1 ⁄3′ |

| Pedal C–d1 |           |     |
| 8.         | Subbaß    | 16′ |
| 9.         | Violonbaß | 8′  |

- Koppeln: I/P, Superoktavkoppel
- Spielhilfe: Tutti

| I Hauptwerk C–f3 |              |       |
| 1.               | Principal    | 8′    |
| 2.               | Gedackt      | 8′    |
| 3.               | Salicional   | 8′    |
| 4.               | Octav        | 4′    |
| 5.               | Traversflöte | 4′    |
| 6.               | Nachthorn    | 2′    |
| 7.               | Mixtur III   | 1 ⁄3′ |

| Pedal C–d1 |        |     |
| 8.         | Subbaß | 16′ |

- Koppeln: I/P
- Spielhilfe: Tutti

Anmerkungen:
1. 1 2  neu

| I Hauptwerk |             |       |
| 1.          | Holzgedackt | 8′    |
| 2.          | Salizional  | 8′    |
| 3.          | Prinzipal   | 4′    |
| 4.          | Nachthorn   | 2′    |
| 5.          | Mixtur III  | 1 ⁄3′ |

| II Schwellwerk |                |                |
| 6.             | Rohrflöte      | 8′             |
| 7.             | Traversflöte   | 4′             |
| 8.             | Prinzipal      | 2′             |
| 9.             | Sesquialter II | 2 ⁄3′ + 1 3⁄5′ |
| 10.            | Oktävlein      | 1′             |
| 11.            | Oboe           | 8′             |
|                | Tremulant      |                |

| Pedal |             |     |
| 12.   | Subbaß      | 16′ |
| 13.   | Pommer      | 8′  |
| 14.   | Spillpfeife | 4′  |

- Koppeln: II/I, I/P, II/P

### Glocken
Nachdem alle Glocken bis auf die Sterbeglocke durch einen Beschluss der NS-Regimes von Januar 1942 zu Rüstungszwecken beschlagnahmt wurden, erhielt die Bruckberger Pfarrkirche im Jahr 1950 drei neue Glocken des Glockengießers Ludwig Will aus der Bruckbergerau. Dessen Werkstatt war nur wenige Jahre in der Zeit nach dem Zweiten Weltkrieg aktiv. Die drei Glocken wurden am 27. März 1950 von Kardinal Michael von Faulhaber geweiht und aufgezogen. Zusammen mit der Sterbeglocke, die der Landshuter Johann Hahn 1923 gegossen hatte, bilden sie das Salve-Regina-Motiv. Die Glocken im Einzelnen:
| Nr. | Name         | Gussjahr | Gießer                     | Material | Durchmesser [cm] | Gewicht [kg] | Schlagton (HT-1/16) |
| --- | ------------ | -------- | -------------------------- | -------- | ---------------- | ------------ | ------------------- |
| 1.  | Salve Regina | 1950     | Ludwig Will, Bruckbergerau | Bronze   | 126              | 1150         | es1-2               |
| 2.  | St. Michael  | 1950     | Ludwig Will, Bruckbergerau | Bronze   | 101              | 591          | g1-4                |
| 3.  | St. Josef    | 1950     | Ludwig Will, Bruckbergerau | Bronze   | 86               | 375          | b1-1                |
| 4.  | Sterbeglocke | 1923     | Johann Hahn, Landshut      | Bronze   | 72               |              | c2-2                |